# Пенсионный возраст
Пенсио́нный во́зраст — устанавливаемый государством возраст гражданина, по достижении которого он может обратиться за назначением пенсии по старости. Достигнув такого возраста, гражданин (возможно при выполнении дополнительных требований, например наличия нужного трудового стажа) вправе стать получателем выплат из пенсионного фонда. Многие при этом желают продолжать работать, но иногда действует правило «либо зарплата, либо пенсия». Если человек, выйдя на пенсию, прекращает трудовую деятельность, то сам он перестаёт быть плательщиком пенсионных взносов. В некоторых странах при добровольной отсрочке обращения впоследствии назначается более высокая пенсия.
В обиходных ситуациях под пенсионным возрастом может пониматься не возраст возникновения права на пенсию по старости, а весь период жизни от этого момента или, ещё менее строго, пожилой возраст вообще.

## История
Когда появились первые пенсии точно неизвестно, в древности пенсии не были государственными и массовыми.
Европейская церковь платила пенсии «своим» работникам, также платили пенсии гильдии.
В 1598 году парламент правительства Елизаветы I установило выплату пенсий бывшим солдатам, но пенсию платили не всегда; единственной гарантией против нищеты в старости являлась земельная собственность. Елизаветинский Закон о бедных возложил в 1601 году заботу о пожилых и нетрудоспособных людях на местное самоуправление, выплаты производились после утраты трудоспособности при условии работы до этого момента. Те, кто больше «не могли работать», получали выплаты в размере зарплаты наёмного работника, но многие 60- и 70-летние продолжали работать (перепись 1570 года в Норидже упоминала трёх вдов 74, 79 и 82 лет как уже «почти не могущих работать»).
В 1762 году в Западной Европе первая государственная пенсионная система для военных была создана в Испании Карлом III.
В 1780-х годах Австрия и Швеция ввели пенсионные системы для госслужащих. Иногда такие пенсионные системы покрывали только жену и детей, предполагалось, что чиновник будет работать до конца жизни.
Идея массовой пенсионной системы распространилась только с приходом Великой французской революции: за неё агитировал Томас Пейн, а революционное правительство якобинцев под влиянием соображений Кондорсе одобрило принцип социальной пенсии — но за несколько недель до своего падения.

### 70 лет
В 1880-е годы в Германии, создали первую в мире пенсионную систему, целью которой стало оказание помощи людям, утратившим способность обеспечивать собственное существование в связи с достижением возраста нетрудоспособности. Согласно закону о государственном пенсионном обеспечении лиц, работающих по найму, люди старше 70 лет обрели право на государственную пенсию в размере 20 % от средней зарплаты. Принятие этого закона стало реализацией одного из пунктов социальной программы германского рейхсканцлера Отто фон Бисмарка, с помощью которой он перехватил инициативу у германских социалистов. Такой высокий возрастной порог давал возможность получать пенсию только лицам, уже полностью (в лучшем случае — почти полностью) исчерпавшим ресурс своей работоспособности. Впрочем, по ещё одному закону из «социального пакета» Бисмарка люди, утратившие трудоспособность до достижения пенсионного возраста, могли рассчитывать на пенсию по инвалидности.

### 65 лет
Поскольку в конце XIX века до 70 лет доживали немногие люди, под влиянием профсоюзов и социал-демократов, вернувшихся к политической активности после ухода канцлера и прекращения действия закона об их запрете, пенсионный возраст был снижен до 65 лет.
В США с 1935 года пенсионный возраст был установлен в 65 лет для мужчин и женщин.

### Российская империя
В Российской империи пенсионная система оформилась на рубеже XIX—XX вв., при этом строгого возрастного ценза, когда человек мог отправиться на пенсию, не было.

### Советская Россия и СССР
После революции 1917 года систему сразу упразднили.
В СССР пенсионное обеспечение по старости было введено в 1928 году для ряда категорий граждан (рабочих горнорудной и текстильной промышленности), а с середины 1930-х пенсию стали платить всем городским рабочим и служащим. Однако, данные выплаты зачастую носили символический характер, и получаемые людьми суммы находились значительно ниже прожиточного минимума.

#### СССР (1932—1991) (55/60)
Возраст выхода на пенсию по старости законодательно утвердили в 1932 году: 55 лет для женщин и 60 — для мужчин. Пенсионная система в современном смысле этого слова была введена в СССР в 1956 году, с принятием закона «О государственных пенсиях». Как и ранее, она не касалась членов колхозов — на них пенсионное законодательство стало распространяться только с 1964 г.
Окончательно система пенсионного обеспечения в СССР была установлена постановлением ЦК КПСС и СМ СССР от 26 сентября 1967 г. № 888, при этом возраст выхода на пенсию у членов колхозов был зафиксирован на том же уровне «55/60», как и у рабочих (прежде он был на пять лет выше); кроме того, был установлен более низкий пенсионный возраст для некоторых категорий работников.

## Современность

### Разновидности пенсионного возраста
Для граждан, имевших обычные условия труда, многие страны (СССР и Россия до 2013 года к ним не относились) устанавливают несколько возрастов для выхода на пенсию:
- «ранний» (англ. early retirement age, ERA) — минимальный возраст, в котором можно выйти на пенсию, при этом выплаты будут значительно ниже нормальных;
- «нормальный» (англ. normal retirement age, NRA, full retirement age, FRA) — возраст, в котором можно получить полную пенсию. Требования к трудовому стажу различаются по странам, статистики при публикации сравнительных данных обычно предполагают начало работы в 20 лет[9]. Дальнейшая задержка с выходом на пенсию в некоторых странах может увеличить последующие выплаты;
- «максимальный», после достижения которого увеличение будущих выплат прекращается.

Так, в США ранний выход на пенсию для работника, родившегося в 1954 году, составляет 62 года, нормальный — 66 лет, максимальный — 70 лет. При наличии таких разновидностей под «пенсионным возрастом», по умолчанию, понимается нормальный пенсионный возраст. В России (как и ранее в СССР) в законе прописан только один возраст (тем самым, нормальный). Однако, с 2013 года добровольное откладывание обращения за назначением пенсии на 1—10 лет в РФ позволяет затем получать более высокие выплаты (понятие «максимальный возраст» при этом не употребляется).
Исследователи используют также «эффективный» возраст, по достижении которого средний человек прекращает работу (для исключения ранней инвалидности обычно рассматриваются лишь уходы с рынка труда после 40 лет). Этот возраст часто сильно отличается от указанных в законах, например в Южной Корее при нормальном возрасте в 60 с небольшим лет, средний человек выходит на пенсию после 70 лет, в Бельгии — наоборот: при нормальном возрасте в 65 лет средний возраст прекращения работы — около 60 лет; в среднем по странам-членам ОЭСР в 2015 году этот возраст составлял около 65 лет (чуть выше для мужчин, чуть ниже для женщин). В России в 2016 году женщины в среднем выходили на пенсию в 60 лет, мужчины — в 63 года.
Средняя продолжительность получения пенсии определяется вычитанием эффективного пенсионного возраста из предсказанной продолжительности жизни тех, кто вышел на пенсию. Например, в России в 2016 году вышедший на пенсию мужчина в среднем будет получать пенсию в течение 13 лет (76 лет продолжительности жизни — 63 года при выходе на пенсию), а женщина — 17,5 лет (77,8 — 60,3). Средние показатели пребывания на пенсии по ОЭСР в 2016 году — 18 и 22 года для мужчин и женщин соответственно.
Среди стран-членов ОЭСР пенсионный возраст в 2017 году находился в диапазоне от 58 лет (женщины в Турции) до 67 лет (Исландия, мужчины в Израиле, Норвегия). В девяти из этих 35 стран пенсионный возраст женщин был ниже, чем у мужчин; шесть из числа таких стран планируют ликвидировать разницу путём повышения пенсионного возраста для женщин, Израиль сокращает разницу, и лишь Швейцария и Польша планируют сохранить разрыв между женщинами и мужчинами. Более половины стран находятся в процессе повышения пенсионного возраста, в среднем на 3,3 года.
Во всех странах существуют и специально оговариваются в законодательстве особые правила досрочного выхода на пенсию лиц, длительное время занятых на тяжёлых (например подземных), сопряжённых с угрозой для жизни (военные, полицейские) или требующих особой концентрации (скажем, железнодорожники, медики) работах.

### В постсоветской России
В постсоветской России по конец 2018 года действовал пенсионный возраст, установленный в 1932 году, а именно:
- нормальный возраст: 60 лет для мужчин и 55 лет для женщин.

Особые ситуации:
- для рабочих и служащих с тяжёлыми условиями труда: 55 лет для мужчин (при стаже не менее 25 лет) и 50 лет — для женщин (при стаже не менее 20 лет);
- для рабочих и служащих на подземных работах, с вредными условиями труда и в горячих цехах: 50 лет для мужчин (при стаже не менее 20 лет) и 45 лет — для женщин (при стаже не менее 15 лет);
- для работниц предприятий текстильной промышленности — 50 лет (при стаже не менее 20 лет)[15].

В 2010-е годы в правительстве России и в обществе стали проходить эпизодические обсуждения возможности и целесообразности повышения пенсионного возраста, поскольку, согласно данным Росстата, население России меняет статус с трудоспособного на нетрудоспособный опережающими темпами. Эта тенденция наблюдается во всём мире, но в России — особенно ярко.
В мае 2016 года был принят законопроект, направленный на поэтапное, каждый год по полгода, увеличение пенсионного возраста чиновников (государственных и муниципальных служащих) до 65 для мужчин и до 63 лет для женщин. Закон вступил в силу 1 января 2017 года. Вместе с тем, как только госслужащий увольняется, то есть перестаёт занимать государственные должности, он вправе обратиться за назначением пенсии по старости в обычном порядке, учитывая возраст.

#### События 2018 года
Начиная с мая 2018 г., идея о повышении пенсионного возраста стала одним из центральных внутриполитических вопросов в России. По мнению демографов и экономистов, альтернативы повышению не было.
Правительство обсуждало варианты Минфина и Минтруда. Оба предполагали одинаковый пенсионный возраст для мужчин — 65 лет, но отличались пенсионным возрастом для женщин и темпом повышения. Для женщин Минфин предлагал повышение до 63 лет, Минтруд — до 60 лет. В отношении темпа Минфин предлагал увеличивать пенсионный возраст на год каждые 6 месяцев, Минтруд — на год каждые 12 месяцев. В итоге правительство сначала совместило оба варианта: целевой пенсионный возраст — 65 лет для мужчин, 63 года для женщин, темп повышения — на год каждые 12 месяцев, но затем новая «планка» для женщин была понижена до 60 лет и были введены некоторые другие смягчения. (Под «на год каждые 6 (12) месяцев» имелось в виду, что на 6 (12) месяцев более поздняя дата рождения повышает пенсионный возраст на год; скачок происходит в начале каждого года/полугодия рождения.) Ввели также понятие «предпенсионный возраст» (за пять лет до предполагаемого выхода на пенсию).
16 июня правительственный законопроект о пенсионном возрасте был внесён в Государственную думу. 19 июля он прошёл первое чтение, а 26 сентября (с поправками) — второе чтение. 3 октября документ был одобрен Советом Федерации и Президентом РФ. Осуществление реформы началось в 2019 году.
Большинство россиян не поддержали планы реформаторов. Более миллиона живых, собственноручных подписей под обращением Президенту были переданы движением «Суть времени» в Администрацию Президента 25 сентября 2018 года, накануне второго чтения законопроекта в Госдуме. Сбор подписей вёлся по всей стране, люди подписались с требованием не только категорически отвергнуть пенсионную реформу, но и отправить в отставку правительство, а также вернуть политический курс государства в конституционное русло. Онлайн-петиция с требованием не повышать пенсионный возраст набрала в интернете около 3 млн подписей, прошли акции протеста. Оппозиционные фракции в Госдуме проголосовали против принятия законопроекта. По данным социологических опросов, проведённых изданием Банки Сегодня, 78,6 % граждан отвергли идею повышения пенсионного возраста в каком бы то ни было виде, 3,9 % одобрили планы правительства включая целевые параметры повышения, а 17,5 % заявили о готовности принять идею при условии изменения параметров (например, если возраст для женщин увеличится до 60 лет, а для мужчин будет сохранён, либо повышен до 62 лет). Также на разных уровнях звучало мнение, что запуску реформы обязательно должны были предшествовать мероприятия по подготовке рынка труда к новой ситуации, которые потребуют нескольких лет.

### Пенсионный возраст по странам
В настоящее время (2020-е) пенсионный возраст в подавляющем большинстве стран мира установлен в пределах 60—65 лет. В некоторых высокоразвитых странах с высокой продолжительностью жизни (в том числе в США, Норвегии, для мужчин в Израиле) он достигает 67 лет, а в ряде государств Восточной Азии (Бангладеш, Индонезия и др.) зафиксирован на уровне 58—59 лет. Чаще всего (например, практически во всех странах Западной Европы) пенсионный возраст предусмотрен равным для обоих полов, однако в России, Восточной Европе и некоторых азиатских странах женщины могут выйти на пенсию на несколько (3—5) лет раньше мужчин (в РФ — на 5 лет).
Почти повсеместно общая тенденция состоит в медленном повышении пенсионного возраста для более молодых поколений граждан, а также в уменьшении разницы в возрасте пенсии между мужчинами и женщинами.
Правительства большинства стран Евросоюза приняли решение повысить пенсионный возраст до 67 лет к 2030 году.

Пенсионный возраст в Дании будет повышен до 70 лет к 2040 году, в связи с повышением продолжительности жизни.

## Прогнозы
В будущем возможно будет технологическая безработица из-за беспилотного транспорта, робототехники и искусственного интеллекта, поэтому будет введён безусловный базовый доход для большинства населения планеты, другие считают что этого не наступит в ближайшем будущем, так как технологии развиваются медленно и люди сумеют адаптироваться к новым условиям, появятся новые профессии.